# كهف عين هيت
كهف عين هيت كهف طبيعي يقع على بعد 30 كيلومترا جنوب شرق مدينة الرياض بالقرب من مدينة الخرج.

## الوصف
يحتوي الكهف على عدة حفر بالوعية (هبوط أرضي) تعد هذه الحفر مدخلاً لخزان مياة جوفية واسع يقع على عمق كبير تحت سطح الأرض، وهو موقع لمضرب نجم يعود عمره لآلاف السنين يتميز ببرودة المياه والأجواء بداخله، قام الجيولوجيون بأول اكتشاف سطحي لصخر الأنهيدريت في المملكة حينما دعاهم الملك عبد العزيز للتنزه. وخلال السنوات الأخيرة، قام عدد من مستكشفي الكهوف من ذوي الخبرة بزيارة عين هيت مع معداتهم الثقيلة، ووصلوا إلى حافة بحيرة تقع على مسافة 120 متراً تحت السطح، وباستخدام أجهزة التنفس قاموا باستكشاف الممرات المغمورة بالمياه لهذا الدحل أو الكهف وقد إحتوى على مياة صافية وتعد الأكثر صفاءاً عالمياً بحسب آرائهم. يقع كهف عين هيت في جبال الجبيل على بعد حوالي 30 كيلو مترا جنوب الرياض في المملكة العربية السعودية، وهو من المناطق السياحية، ويعد واحد من الكهوف التي يمكن الوصول إليه بكل سهولة، داخله بحيرة تحت الأرض، في دوائر داخلية لأكثر من 30 مترا عمق و150 مترا في الطول، كان منسوب المياة فيه عاليا فيما مضى، وكانت القوافل تتزود بالمياه منه، لكن في الوقت الراهن انخفض مستوى المياه.

## عين هيت
هي عين ماء جوفية يصل عمقها إلى 390 مترا، تصب المياه الطبيعية على مدار السنة، تم اكتشافها في 1938 عندما زار الملك عبد العزيز آل سعود الكهف برفقة عدد من الجيولوجيين من أرامكو من أجل اكتشاف المكان ودراسته، حيث قام الأخوان السويديان لارز وإيريك يوستورم بالبدء في دراسة الموقع من خلال الغوص في أعماق العين، وتتبع منابع المياه.